# プティロドゥス
プティロドゥス (Ptilodus) は、新生代暁新世（6,500万 - 5,800万年前）の北アメリカ大陸、ヨーロッパに生息していた絶滅哺乳類。哺乳綱 - 異獣亜綱 - 多丘歯目 - プティロドゥス科に属する。学名の「Ptilo」は羽根、odus (odon) は歯を意味する。

## 形態
頭胴長15 - 20cmほど、尾を含めた全長は約50cm。吻前部の長く伸びた切歯と大型の小臼歯を備える。この小臼歯は複雑な畝を備え、食物をすり潰すのに適していたと思われる。身体に比し長い尾、ものを握ることができる構造の親指、かかとの骨の自由度が大きいなど、樹上性の動物の特徴を備えていた。しかし蹠行性であり、四肢の骨も単孔類あるいは中生代の獣弓類のように半直立に近い形態であることから、動きはやや敏捷性に欠けていたと思われる。

## 生態
上記の様にこの生物は樹上性であり、その生態はリスに似ていたと思われる。その歯は木の実などを砕くのに適した形態であった。しかし、後発のパラミスなど齧歯類も同様の生態であり、より活発であった。おそらくプティロドゥスはかれらと競合の結果、姿を消していったと思われる。

## 大衆文化
漫画『エデンの檻』に登場。主人公仙石アキラから「ヘンなリス」と評されている。人間によく懐く性質であり、初期は登場人物らと行動を共にしていた。